# Cléon-d'Andran
Cléon-d'Andran é uma comuna francesa na região administrativa de Auvérnia-Ródano-Alpes, no departamento de Drôme. Estende-se por uma área de 10,25 km². Em 2010 a comuna tinha 910 habitantes (densidade: 88,8 hab./km²).